# Victoire Berteau
Pour les articles homonymes, voir Berteau.
Victoire Berteau, née le 16 août 2000 à Lambres-lez-Douai, est une coureuse cycliste française. Elle pratique le cyclisme sur piste et sur route et est notamment vice-championne d'Europe d'omnium en 2021 et championne de France sur route en 2023.

## Carrière
Durant ses années juniors, elle obtient des résultats aussi bien sur route que sur piste. En 2016, elle est championne de France sur route cadettes. En 2018, elle est championne du monde de l'américaine avec Marie Le Net. Lors de ces championnats du monde juniors, elle a dû abandonner l'omnium alors qu'elle était deuxième après deux épreuves. La même année, elle remporte sur route Gand-Wevelgem juniors, une des manches de la Coupe des Nations juniors. 
En 2019, à 19 ans, elle passe professionnelle chez Doltcini-Van Eyck Sport et participe à des courses de l'UCI World Tour féminin. La même année, elle devient championne de France de course aux points. En 2020, elle est sélectionnée pour ses premiers mondiaux sur piste élites à Berlin. Elle termine neuvième du scratch et douzième de la course aux points.  
En 2021, elle participe à ses premiers  championnats d'Europe sur piste élites. Elle remporte la médaille d'argent sur l'omnium et le bronze sur la course à l'américaine. Nordiste, elle manque la première édition du Paris-Roubaix Femmes à cause d'une blessure, récemment opérée d'une fracture du scaphoïde. 
En 2022, elle devient la première tricolore à l'arrivée de la deuxième édition de Paris-Roubaix Femmes avec une 17e place. Elle est sélectionnée pour la course en ligne des championnats d'Europe, mais s'illustre surtout aux championnats d'Europe sur piste avec deux nouvelles médailles de bronze en poursuite par équipes et en course aux points.
En janvier 2023, elle décroche trois médailles aux championnats de France sur piste, dont les titres sur la course aux points et l'américaine. Le 24 juin de la même année, elle remporte les championnats de France sur route à Cassel. Au cours de l'été, elle est sélectionnée pour participer aux championnats du monde de cyclisme sur piste. Elle obtient une médaille de bronze en poursuite par équipes (avec Fortin, Le Net, Borras et Copponi) ainsi qu'un médaille de bronze avec Clara Copponi lors de l'américaine.
En juillet 2024, elle appartient à la liste des coureuses retenues par la Fédération française de cyclisme pour prendre part aux épreuves sur piste et sur route des Jeux olympiques.

## Palmarès sur piste

### Jeux olympiques
- Tokyo 2020
  - 7e de la poursuite par équipes
- Paris 2024
  - 5e de la poursuite par équipes

### Championnats du monde
| Édition / Épreuve              | Poursuite par équipes                           | Course aux points | Américaine             | Scratch | Omnium |
| Aigle 2018 (juniors)           |                                                 |                   | Or (avec Marie Le Net) |         |        |
| Berlin 2020                    |                                                 | 12e               |                        | 9e      |        |
| Saint-Quentin-en-Yvelines 2022 | Bronze (avec Borras, Copponi et Fortin)         | 8e                |                        |         |        |
| Glasgow 2023                   | Bronze (avec Le Net, Copponi, Borras et Fortin) |                   | Bronze (avec Copponi)  |         |        |
| Ballerup 2024                  |                                                 | 5e                | Argent (avec Borras)   |         | 4e     |

### Coupe des nations
- 2023
  - 1re de la poursuite par équipes au Caire
  - 2e de la poursuite par équipes à Jakarta
  - 2e de l'élimination au Caire
  - 2e de l'omnium au Caire

### Championnats d'Europe
| Édition / Épreuve   | Poursuite par équipes | Course aux points | Américaine                  | Omnium |
| Granges 2021        |                       |                   | Bronze (avec Marion Borras) | Argent |
| Munich 2022         | Bronze                | Bronze            |                             |        |
| Granges 2023        | 4e                    |                   | Argent (avec Clara Copponi) |        |
| Heusden-Zolder 2025 | 4e                    |                   | Bronze (avec Marion Borras) | 11e    |

### Championnats nationaux
- 2017
  - 3e du 500 mètres juniors
- 2019
  -  Championne de France de course aux points
  - 2e du 500 mètres
  - 2e du keirin
  - 2e de l'omnium
- 2023
  -  Championne de France de course aux points
  -  Championne de France de l'américaine (avec Valentine Fortin)
  - 2e de l'élimination
- 2024
  -  Championne de France de l'américaine (avec Valentine Fortin)
  - 3e de l'omnium
  - 3e de la poursuite

## Palmarès sur route

### Par années
- 2016
  -  Championne de France sur route cadettes
- 2018
  - Gand-Wevelgem juniors
  - 3e étape du Circuit de Borsele juniors
- 2020
  - 3e du championnat de France sur route espoirs
- 2023
  -  Championne de France sur route
  - 3e du Grisette Grand Prix de Wallonie
- 2024
  - 2e du Grand Prix du Morbihan Féminin
  - 2e du Grand Prix d'Isbergues
  - 3e du Grand Prix Beerens
  - 5e du Tour de Drenthe
  - 8e de Paris-Roubaix

### Résultats sur les grands tours

#### Tour d'Italie
1 participation
- 2022 : 68e

#### Tour de France
3 participations :
- 2022 : 68e
- 2024 : 65e
- 2025 : 69e

### Classements mondiaux
| Année                                 | 2019 | 2020 | 2021 | 2022 | 2023 | 2024 |
| ------------------------------------- | ---- | ---- | ---- | ---- | ---- | ---- |
| Classement UCI                        | 856e | 420e | 955e | 610e | 86e  | 46e  |
| UCI World Tour                        | 206e | nc   | nc   | 177e | 134e | 58e  |
|                                       |      |      |      |      |      |      |
| Légende : nc = non classéSource : UCI |      |      |      |      |      |      |